# Luís Marçal da Costa Tavares
Luís Marçal da Costa Tavares ist ein leitender Beamter aus Osttimor.
Er hat eine Ausbildung zum Bauingenieur absolviert. Seit 2018 war er Direktor und Koordinator des Nationalen Programms zur Entwicklung der Sucos (tetum Programa Nasional Dezenvolvimentu Suku PNDS) in Manufahi.
Am 4. Januar 2024 wurde Tavares zum Präsident der Gemeindeverwaltung (Presidente Autoridade Município) der Gemeinde Manufahi ernannt. Er folgte damit in der Funktion dem bisherigen Administrator Arantes Isaac Sarmento.